# 瓦希利河
瓦希利河是俄羅斯的河流，位於堪察加半島，河道全長約62公里，流域面積860平方公里，河水主要來自融雪和雨水，是鮭魚的產卵地。